# Знак доблести
«Знак доблести» (чеш. Signum laudis ) – чехословацкий художественный фильм 1980 года, снятый режиссёром Мартином Голлы на киностудии Barrandov Studios.
Премьера фильма состоялась 31 октября 1980 года.
Фильм – лауреат Государственной премии имени Клемента Готвальда (1982).

## Сюжет
Действие фильма происходит во время Первой Мировой войны. На Русском фронте идут ожесточенные бои. Капрал Австро-венгерской армии Хоферик принимает на себя командование после гибели  офицеров, и бросает своих солдат в атаку даже ценой ужасных потерь. После окончания сражения полк отводят в тыл. Фанатичный капрал, убеждённый, что выполняет приказы начальства, постоянно требует выполнения бессмысленных действий. Солдаты ненавидят его за рвение. Командир полка Циглер с тревогой ожидает визита сотрудников штаба во главе с новым бездарным начальником генералом Бергером, с которым у него сложились не самые лучшие отношения. Бергер прибудет со старым генералом Гроссом, адъютантом Костолани, лейтенантом Резничеком и военным корреспондентом Виммером, которые мало знают о фронтовой жизни. Бергер награждает Хоферика престижным орденом Signum laudis. Капрал чувствует себя на пике славы, напивается и предлагает своим людям спиртное. Но солдаты не хотят пить с ним. На следующий день ферма, где базируется отряд, окружена врагом. По совету Хоферика Бергер отправляет полк в бой, и его почти полностью уничтожают. Штаб с горсткой оставшихся солдат пытается бежать. На марше Хоферик принимает всё больше и больше решений. В результате стычки генерал Гросс убит. После тяжелого пути по болоту, где капрал орёт даже на начальство, они находят ночлег в заброшенной избушке. Утром офицеры решают сдаться. Единственное препятствие - фанатичный Хоферик. Чтобы избавиться от него, они устраивают военный трибунал, на котором обвиняют капрала в гибели генерала Гросса и других солдат и приговаривают его к смертной казни. Ничего не понимающий Хоферик расстрелян. Остальные солдаты погибают в очередном ненужном бою. По зеленому лугу идут австро-венгерские офицеры, один из них несёт на палке белый носовой платок. Они сдаются русским в плен.

## В ролях
- Владо Мюллер – капрал Адальберт Хоферик
- Илья Прачар – Генерал Фридрих Бергер
- Йозеф Блаха – губернатор Бруно Кениг
- Радован Лукавский – Генерал Фридрих Гросс
- Йиржи Кодет – Лейтенант барон Костолани, адъютант Бергера
- Ладислав Фрей – Старший лейтенант Рудольф Циглер, командир полка
- Мирослав Зоунар – Лейтенант Ганс фон Паллавски
- Олдржих Велен – лейтенант Резничек
- Павел Зедничек – Виммер, корреспондент Kronzeitung
- Витезслав Яндак – Мюллер, пехотинец
- Ян Скопечек – Рейшль по прозвищу Папаша

## Награды
- 1980 – Специальный приз жюри (Special Jury Award) Международного кинофестиваля в Карловых Варах.
- 1981 – Кинофестиваль чехословацких фильмов в Кладно Award for music композитору Зденеку Лишка.
- 1982 – Государственная премия имени Клемента Готвальда
- 1990 – отмечен на Фестивале чешских фильмов в Пльзене

Автор сценария Иржи Кржижан также был номинирован на Государственную премию имени Клемента Готвальда. Однако он не принял премию (как награду имени человека, подписавшего смертный приговор его отцу). Тем самым признанный сценарист заблокировал себе работу над студии Баррандов. Однако реализовать свои сценарии он смог на Готвальдовской киностудии в Словакии.